# MethaneSAT
MethaneSAT est une mission spatiale américano-néo-zélandaise développée par l'organisation non gouvernementale américaine Environmental Defense Fund (EDF) dont l'objectif est de localiser les sources des émissions mondiales de méthane liées aux activités d'extraction du pétrole et de gaz et de mesurer les concentrations et les flux afin de lutter contre le changement climatique. 
La mission repose sur un satellite d'observation de la Terre placé le 4 mars 2024 sur une orbite héliosynchrone, dont la charge utile est constituée par un spectro-imageur infrarouge, qui lui permet d'effectuer des mesures à haute résolution spatiale des émissions mondiales de méthane provenant d'environ 50 grandes régions d'exploitation pétrolière et gazière réparties sur la planète. La mission s'appuie sur une équipe internationale de chercheurs de l'université Harvard et du Smithsonian Astrophysical Observatory. L'Agence spatiale de la Nouvelle-Zélande contribue à la mission en fournissant le centre de contrôle de la mission et en finançant une équipe scientifique qui exploite les résultats du projet.
La mission prend fin le 2 juillet 2025, après une perte de contact avec le satellite survenue le 20 juin 2025, le satellite étant probablement à court d'énergie, le rendant irrécupérable.

## Contexte
Le méthane est un gaz à effet de serre 80 fois plus puissant que le dioxyde de carbone dont les effets ne s'estompent que 20 ans après sa diffusion dans l'atmosphère. Les scientifiques estiment que le méthane libéré par les activités humaines est actuellement responsable à hauteur de 25% du réchauffement climatique que connait la Terre. Les industries d'extraction pétrolière et gazière qui libèrent dans l'atmosphère une quantité de méthane estimée à 75 millions de tonnes par an, constituent une des sources les plus importantes de ce méthane. Réduire leurs émissions est un des moyens les plus rapides et les plus efficaces pour ralentir la vitesse de réchauffement de la planète.
L'Environmental Defense Fund (EDF) est une organisation non gouvernementale américaine indépendante sur le plan financier créée en 1967 qui travaille depuis de nombreuses années sur les solutions scientifiques permettant de répondre aux problématiques environnementales. L'EDF est ainsi à l'origine de 16 études indépendantes destinées à évaluer les émissions de méthane aux États-Unis de l'extraction jusqu'à sa distribution finale. En 2018, l'EDF a décidé de financer une mission spatiale, baptisée MethaneSAT, qui cible les émissions de méthane de l'industrie pétrolière et gazière.

## Objectifs
Les émissions de méthane des industries d'extraction pétrolière et gazière pourraient être réduites des trois quarts en utilisant les technologies déjà existantes selon l'Agence internationale de l'énergie. Les principales sociétés du secteur ont commencé à se fixer des objectifs de réduction de leurs émissions de méthane et certains pays ont mis en place ou développent une réglementation sur ce sujet. La mission spatiale MethaneSAT se donne comme objectif de fournir à l'industrie pétrolière et gazière et aux gouvernements un outil objectif et indépendant permettant de démontrer au public que les réductions sont effectives. Le satellite sera capable de localiser et mesurer les émissions de méthane liées à l'extraction du pétrole et du gaz avec une précision et une exhaustivité nettement supérieure à ce que réalisent les satellites opérationnels ou en développement pour une fraction de leur coût. En effet, les satellites, soit effectuent des mesures sur de larges régions (par exemple Sentinel-5P avec son instrument TROPOMI), soit identifient des sources ponctuelles (nano-satellite GHGSat) alors que MethaneSAT effectue ces deux types de mesure en même temps. Le satellite sera capable selon ses concepteurs de :
| Satellite           | MethaneSAT  | Sentinel-5P TROPOMI | GHGSat     |
| ------------------- | ----------- | ------------------- | ---------- |
| Masse satellite     | 350 kg      | 900 kg              | 35 kg      |
| Fauchée             | 260 km      | 2600 km             | 12 km      |
| Précision           | 2 ppmi      | 12 ppmi             | 100 ppmi   |
| Résolution spatiale | 400 x 100 m | 7 x 7 km            | 30 x 30 m. |
| Nbre satellites     | 1           | 1                   | > 10       |

- Dresser des cartes des sources d'émission de chaleur avec une résolution spatiale de 1 km² (1 pixel = 100 x 400 mètre) sur des zones de 200 x 200 kilomètres.
- Quantifier les émissions de méthane des principaux bassins de production de pétrole et de gaz représentant en tout 80% de la production totale.
- Déterminer dans un délai de quelques jours le taux d'émission (un processus qui prend habituellement plusieurs mois).
- Localiser les régions sources d'émissions lorsqu'elles produisent plus de 500 kilogrammes par heure et les sources ponctuelles lorsqu'elles produisent plus de 2 tonnes par heure.
- Détecter les concentrations de méthane avec une précision de 3 parties par milliard nettement supérieure à celle des satellites effectuant des mesures similaires.

## Développement du projet
La mission MethaneSAT est annoncée en avril 2018 par le président de l'Environmental Defense Fund (EDF) au cours d'une conférence TED. L'EDF recrute Tom Ingersoll, l'ancien responsable exécutif de Skybox (société ayant développé une constellation de satellites d'observation de la Terre rachetée par Google) pour piloter le projet. Celui-ci s'appuie également sur un groupe d'experts venant des organisations gouvernementales (NASA, ...) et de l'industrie. Le responsable scientifique de la mission est Steven C. Wofsy, professeur à l'université Harvard, qui est entouré d'une équipe issue de cette université et du Smithsonian Astrophysical Observatory. Le financement initial est fourni par The Audacious Project, une collecte de fonds lancée par les organisateurs des conférences TED et destinée à financer des projets audacieux. Celle-ci a permis de lever 250 millions US$ dédiés à cinq projets dont MethaneSAT. 
MethaneSAT LLC, filiale de l'EDF créée pour la circonstance, sélectionne en janvier 2020 la société Blue Canyon Technologies pour la fourniture de la plate-forme satellite X-SAT. Le développement de l'instrument unique du satellite, un spectromètre permettant de détecter et de mesurer les concentrations et les flux de méthane, est confié à la société Ball Aerospace & Technologies, leader mondial dans ce domaine. En janvier 2021, MethaneSAT LLC passe contrat avec SpaceX pour la mise en orbite de son satellite MethaneSAT par un lanceur Falcon 9 Block 5. Le lancement est programmé en octobre 2022 mais il est repoussé en octobre 2023 en raison de problèmes de chaîne d'approvisionnement liés à la pandémie de Covid-19. Le budget annoncé pour la construction et le lancement est de 88 millions US$.   

## Participation de la Nouvelle-Zélande
En novembre 2019, l'Agence spatiale de la Nouvelle-Zélande (NZSA) annonce qu'elle participera au projet à hauteur de 5% (4 millions US$) pour la construction et le lancement. Mais surtout, elle prend en charge la réalisation et la gestion du centre de contrôle de mission installé à Auckland, en Nouvelle-Zélande et le financement d'un projet scientifique exploitant les données produites par MethaneSAT (12 millions US$). C'est la première participation de la Nouvelle-Zélande à une mission spatiale scientifique. Sara Mikaloff-Fletcher, experte du cycle du carbone à l'Institut national de recherche sur l'eau et l'atmosphère (en) néo-zélandais (NIWA), est la responsable scientifique de ce projet,,.

## Caractéristiques techniques
Le satellite d'une masse de 362 kilogrammes utilise une plate-forme stabilisée 3 axes X-SAT de la société Blue Canyon Technologies. L'énergie est fournie par des panneaux solaires déployés en orbite qui produisent en moyenne 140 Watts. Le contrôle d'attitude repose sur deux viseurs d'étoiles et quatre roues de réaction. La propulsion, qui permet un changement de vitesse total de 154 m/s repose sur une propulsion électrique (propulseur de type FEEP (en)) fournie par la société autrichienne ENPULSION (impulsion spécifique comprise entre 1500 et 4500 secondes). Les télécommunications se font en bande S et en bande X (pour les données collectées par les instruments),.
Le satellite dispose de deux spectro-imageurs Littrow aux architectures identiques fournis par Ball Aerospace & Technologies (absorbé en 2024 par BAE Systems), un spécialiste mondialement reconnu de ce type d'instrument spatial. La mesure des concentrations de gaz s'effectue en effectuant une analyse spectrale de la lumière du Soleil réfléchie par l'atmosphère tout en prenant en compte l'incidence des aérosols, du vent... Les instruments sont conçus pour mesurer dans l'infrarouge court respectivement les quantités de molécules d'oxygène (1249 – 1305 nanomètres avec une résolution spectrale de 0,2 nanomètre) et celles de méthane (1598 – 1683 nm avec une résolution spectrale de 0,25 nanomètres). Le champ de vue des deux instruments est de 21 degrés. La zone balayée au nadir du satellite qui circule à une altitude de 526 kilomètres est de 200 kilomètres et la résolution spatiale des images restituées par le capteur pushbroom (en) (technologie HgCdTe) de 2048 pixels (dont 1990 utiles) atteint 100 x 400 mètres. La précision de la mesure de la quantité de méthane est de 3 parties par milliards. La masse totale de la partie instrumentale est de 183 kg.

## Déroulement de la mission
MethaneSAT est placé sur une orbite héliosynchrone (altitude de 526 km) le 4 mars 2024 par une fusée Falcon 9 Bloc 5 dans le cadre du lancement multiple Transporter 10 de SpaceX. Le centre de contrôle de la mission est hébergé par l'université d'Auckland en Nouvelle-Zélande. Le centre est géré durant les douze premiers mois par la société Rocket Lab avant d'être confié à l'Institut spatial de l'université. 
Le 20 juin 2025, le contact avec MethaneSAT est perdu et le 2 juillet, il est annoncé que le satellite est probablement à court d'énergie, le rendant irrécupérable.